# Irak op de Olympische Zomerspelen 2008
Irak nam deel aan de Olympische Zomerspelen 2008 in Peking, China.
Irak debuteerde op de Zomerspelen in 1948 en deed in 2008 voor de twaalfde keer mee. Irak won op eerdere Zomerspelen één medaille, in 1960 behaalde Abdul Wahid Aziz de bronzen medaille in het gewichtheffen bij de lichtgewichten.

## Schorsing
Op 4 juni 2008 legde het IOC het olympisch comité van Irak een tijdelijke schorsing omdat de Iraakse regering het oorspronkelijk comité in april 2008 had ontbonden en op een ondemocratische wijze weer had samengesteld. De minister van Sport werd de nieuwe voorzitter. De Iraakse overheid gaf aan dat het vorige comité corrupt was en slecht functioneerde. Volgens de regels van het IOC moeten comités vrij van politieke inmenging zijn. Op 24 juni 2008 werd deze tijdelijke schorsing omgezet in een deelnameverbod.
Eind juli hadden zeven sporters in vijf takken van sport zich gekwalificeerd voor de Spelen: twee roeiers, een boogschutter, een gewichtheffer, een judoka, een sprintster en een discuswerper.
Het IOC gaf aan teleurgesteld te zijn in de manier waarop de Iraakse overheid om is gegaan met de belangen van zijn sporters. Op een uitnodiging van het IOC om de zaak te bespreken is geen reactie gekomen. Er is nog wel de mogelijkheid dat de twee atleten alsnog deelnemen aan de Spelen, maar dan moet de Iraakse overheid zich voor 1 augustus terugtrekken uit het olympisch comité. Dan verloopt namelijk de termijn waarop atleten zich voor de Spelen kunnen inschrijven. Voor de niet-atleten bestaat deze mogelijkheid niet meer, de inschrijftermijnen voor judo, gewichtheffen, boogschieten en roeien zijn verstreken.
Op 29 juli is er op het hoofdkwartier van het IOC in Lausanne overleg geweest tussen het IOC en de Iraakse overheid. Ze hebben een akkoord bereikt over een stappenplan dat zal leiden tot een volledig onafhankelijk Iraaks NOC. Hiermee was de weg vrij voor deelname aan de Spelen. De IOC-voorzitter Jacques Rogge voegde eraan toe "uit te zien naar het zien van de Iraakse vlag in Peking". Zoals hiervoor al was aangegeven komt deze overeenkomst alleen op tijd voor de discuswerper en de sprintster.
Twee dagen later werd bekend dat de twee roeiers toch mee mogen doen. Hun oorspronkelijke plaats was vergeven aan Noord-Korea, maar dat land stuurde de uitnodiging terug. Het IOC gaf daarop de uitnodiging terug aan Irak.

## Deelnemers en resultaten

### Atletiek
| Olympiër              | Onderdeel        | Resultaat | Prestatie                             |
| --------------------- | ---------------- | --------- | ------------------------------------- |
| Haidar Nasser Shaheed | discuswerpen (m) | 36e       | kwalificatie groep B: 17de met 54,19m |
|                       |                  |           |                                       |
| Dana Hussain          | 100m (v)         | 59e       | serie 2: 6de in 12,36                 |

### Roeien
| Olympiër                      | Onderdeel       | Resultaat | Prestatie                                                                     |
| ----------------------------- | --------------- | --------- | ----------------------------------------------------------------------------- |
| Hamzah Al-Hilfi Haider Nawzad | dubbel-twee (m) | 14e       | serie 2: 5de in 7.00,46 herkansingen: 5de in 6.52,71 finale C: 2de in 6.52,02 |

## Geplaatste deelnemers die niet deelnamen
Zeven sporters hadden zich gekwalificeerd voor deelname aan de Spelen. Als gevolg van de schorsing door het IOC van het Iraakse NOC tijdens het verstrijken van de inschrijfdatum voor de verschillende onderdelen konden uiteindelijke drie sporters niet meedoen aan de Spelen. Dit waren:
- Ali Adnan - Boogschieten - op uitnodiging van de zogenaamde "tripartitecommissie"
- Ali Mohamed Fakher - Judo - via een wildcard
- Mohammed Jassim - Gewichtheffen - hij zou mogelijk geschorst worden na een positieve dopingtest tijdens het Aziatisch kampioenschap[4].Mogelijk zou hij door een andere gewichtheffer worden vervangen.

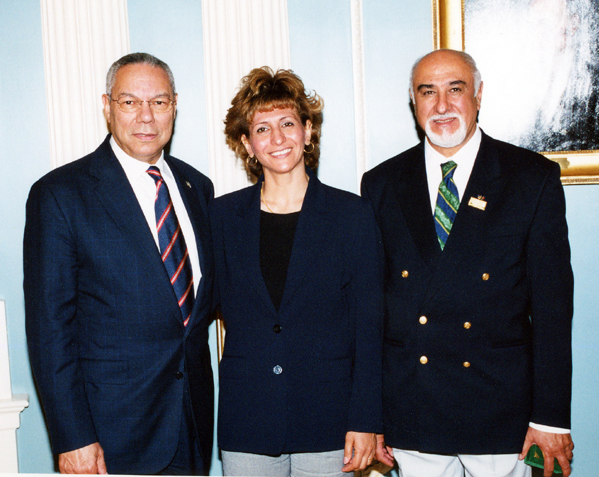
Powell en het nationaal olympisch comité van Irak 2004

Afghanistan · Albanië · Algerije · Amerikaanse Maagdeneilanden · Amerikaans-Samoa · Andorra · Angola · Antigua en Barbuda · Argentinië · Armenië · Aruba · Australië · Azerbeidzjan · Bahama's · Bahrein · Bangladesh · Barbados · België · Belize · Benin · Bermuda · Bhutan · Bolivia · Bosnië en Herzegovina · Botswana · Brazilië · Britse Maagdeneilanden · Bulgarije · Burkina Faso · Burundi · Cambodja · Canada · Centraal-Afrikaanse Republiek · Chili · China · Chinees Taipei · Colombia · Comoren · Congo-Brazzaville · Congo-Kinshasa · Cookeilanden · Costa Rica · Cuba · Cyprus · Denemarken · Djibouti · Dominica · Dominicaanse Republiek · Duitsland · Ecuador · Egypte · El Salvador · Equatoriaal-Guinea · Eritrea · Estland · Ethiopië · Fiji · Filipijnen · Finland · Frankrijk · Gabon · Gambia · Georgië · Ghana · Grenada · Griekenland · Groot-Brittannië · Guam · Guatemala · Guinee · Guinee‑Bissau · Guyana · Haïti · Honduras · Hongarije · Hongkong · Ierland · IJsland · India · Indonesië · Irak · Iran · Israël · Italië · Ivoorkust · Jamaica · Japan · Jemen · Jordanië · Kaaimaneilanden · Kaapverdië · Kameroen · Kazachstan · Kenia · Kirgizië · Kiribati · Koeweit · Kroatië · Laos · Lesotho · Letland · Libanon · Liberia · Libië · Liechtenstein · Litouwen · Luxemburg · Macedonië · Madagaskar · Malawi · Malediven · Maleisië · Mali · Malta · Marshalleilanden · Marokko · Mauritanië · Mauritius · Mexico · Micronesië · Moldavië · Monaco · Mongolië · Montenegro · Mozambique · Myanmar · Namibië · Nauru · Nederland · Nederlandse Antillen · Nepal · Nicaragua · Nieuw-Zeeland · Niger · Nigeria · Noord-Korea · Noorwegen · Oeganda · Oekraïne · Oezbekistan · Oman · Oostenrijk · Oost‑Timor · Pakistan · Palau · Palestina · Panama · Papoea-Nieuw-Guinea · Paraguay · Peru · Polen · Portugal · Puerto Rico · Qatar · Roemenië · Rusland · Rwanda · Saint Kitts en Nevis · Saint Lucia · Saint Vincent en Grenadines · Salomonseilanden · Samoa · San Marino · Sao Tomé en Principe · Saoedi-Arabië · Senegal · Servië · Seychellen · Sierra Leone · Singapore · Slovenië · Slowakije · Soedan · Somalië · Spanje · Sri Lanka · Suriname · Swaziland · Syrië · Tadzjikistan · Tanzania · Thailand · Togo · Tonga · Trinidad en Tobago · Tsjaad · Tsjechië · Tunesië · Turkije · Turkmenistan · Tuvalu · Uruguay · Vanuatu · Venezuela · Verenigde Arabische Emiraten · Verenigde Staten · Vietnam · Wit-Rusland · Zambia · Zimbabwe · Zuid-Afrika · Zuid-Korea · Zweden · Zwitserland
Uitgesloten van deelname: Brunei